# Swords Castle
Swords Castle (irisch Caisleán Shoird) ist eine Burg in Swords, einem nördlichen Vorort der irischen Hauptstadt Dublin. Die Residenz des ersten anglonormannischen Bischofs von Dublin, John Comyn, entstand nach dem Jahr 1200. Die Burg war niemals stark befestigt, hat aber mit 305 Meter Länge eine ungewöhnlich lange Umfassungsmauer. Die Umfassungsmauer umschließt ein Fünfeck von fast 6000 m². Im Norden liegt ein Turm, vermutlich die Wohnstatt des Konstablers, und im Süden ein beeindruckender Torhauskomplex. In der Burg befanden sich die Wohnräume des Bischofs, Wohnräume für die Ritter und ein Bankettsaal. Der Wächter könnte sein Quartier links des Torhauses gehabt haben, während sich auf der rechten Seite der Wachraum und darüber ein Raum für den Priester befunden haben könnten. Die anschließende Kapelle, die im 13. Jahrhundert errichtet wurde, diente vermutlich als Privatkapelle des Bischofs. Weitere Gebäude, die 1326 für eine Untersuchung aufgelistet wurden, sind heute verschwunden, so z. B. der Rittersaal auf der Ostseite der Einfriedung.

## Geschichte
Eine mönchische Siedlung, die dem Columban von Iona zugeschrieben wird, existierte in Swords seit dem 6. Jahrhundert; im 12. Jahrhundert geriet sie unter die Kontrolle des Erzbischofs von Dublin. 1181 folgte John Comyn im Amte des Erzbischofs Lawrence O'Toole nach und es scheint, dass er irgendwann Swords als seine Hauptresidenz wählte, vermutlich, weil die Pfründe von Swords sehr reich und gut gepflegt waren. Es gibt Beweise dafür, dass es 1192 in Swords ein Herrenhaus gab, denn in diesem Jahr wurde ihm ein Patent ausgestellt, dass ihn berechtigte, jedes Jahr einen eine Woche lang dauernden Markt am Fest des heiligen Columban (9. Juni) abzuhalten. Man geht generell davon aus, dass die Burg dann um 1200 oder etwas später als Herrenhaus des Erzbischofs errichtet wurde. Der Erzbischof hatte seinen eigenen Seneschall in Swords und es wurde dort ein kirchlicher Hof unterhalten. 1216 erhielt Henry de Loundres, der zweite Erzbischof, die Herrschaft von Swords und es ist aufgezeichnet, dass 1220 ein gewisser William Galrote Chefkonstabler der Burg war.
Es scheint, dass die Burg in den folgenden 100 Jahren Residenz der Erzbischöfe von Dublin war, bis Erzbischof Alexander Bicknor 1324 einen neuen erzbischöflichen Palast in Tallaght bauen ließ. Offenbar wurde zu dieser Zeit Swords Castle aufgegeben. Als Beweis dafür kann dienen, dass Bicknor 1326 des falschen Umgangs mit dem im anvertrauten Vermögen angeklagt wurde, die Einkünfte seines Bischofssitzes vom König einbehalten und am 14. März 1326 eine Untersuchung vor dem Sheriff von Dublin durchgeführt wurde. Das Ziel der Untersuchung war die Sicherung der Einkünfte des Bischofssitzes und als Teil davon ist eine genaue Beschreibung von Swords Castle überliefert. Daraus wird klar, dass die Burg sich damals bereits im Stadium des Verfalls befunden hatte. Mit größter Wahrscheinlichkeit wurde Swords Castle wegen der Schäden aufgegeben, die es 1317 bei der Kampagne von Edward Bruce erlitten hatte. Man weiß, dass dabei das gesamte Land südlich von Dundalk bis vor die Tore von Dublin verwüstet wurde. Es gibt zwar keinen direkten Beweis für einen Angriff von Bruces Truppen auf Swords Castle, aber man weiß, dass die Burg nicht ausreichend befestigt war, um einem solchen Angriff zu widerstehen. Vermutlich hatte sich der Erzbischof aus Sicherheitsgründen nach Tallaght geflüchtet.
Es ist zweifelhaft, ob alle Gebäude der Burg je repariert wurden, aber die abgestuften Zinnen weisen auf irgendeine Art der Nutzung im 15. Jahrhundert hin; damals, so scheint es, wurde die Burg den emeritierten Erzbischöfen zur Verfügung gestellt. Aber es gibt keine dokumentierten Beweise, dass je einer dort auch gewohnt hätte. Stattdessen scheint zumindest ein Teil der Burg im 14., 15. und Anfang des 16. Jahrhunderts von einem Konstabler bewohnt gewesen zu sein. Erst 1547 wurde Thomas FitzSimons aus Swords zum Konstabler ernannt und in der Folge behielten die Mitglieder der Familie Barnewall das Recht der Konstablerwürde und der Pacht der Burg. Als Swords Castle 1583 kurze Zeit von holländischen Protestanten besetzt war, wurde es als „ganz verdorbene, alte Burg“ beschrieben. Der Vizekönig, Sir Henry Sydney, ließ einige der Gebäude zur Nutzung für die Kolonie der holländischen Weber reparieren; er hoffte, dass diese “der faulen, eingeborenen Bevölkerung ein Beispiel von Betriebsamkeit geben würden”.
In der Rebellion von 1641 wählte man die Burg als Treffpunkt für anglo-irische, katholische Familien aus dem Pale. Am  9. Dezember dieses Jahres versammelten sie sich unter Waffen auf der Burg, um sich der Rebellion anzuschließen, wurden aber von den Truppen von Sir Charles Coote auf Befehl der Lords Justice angegriffen. Coote schlug sie in die Flucht, jagte sie aus der Festung und brachte Hunderte von ihnen um. Möglicherweise sind einige Gräber, die bei Ausgrabungen in neuerer Zeit gefunden wurden, auf dieses Ereignis zurückzuführen.
Danach weiß man nur noch wenig über die Geschichte der Burg, nur eine Ordnance-Survey-Karte von 1837 zeigt, dass das Gelände oder die Einfriedung der Burg in einen Garten umgewandelt worden war. Nachdem die Church of Ireland 1870 entstaatlicht worden war, wurde die Burg an die Familie Cobbe verkauft, die sie an den lokalen Ladeninhaber Robert Savage verpachtete. Savage legte auf dem Burggelände einen Obsthain an und verkaufte das Obst in seinem Geschäft. In den 1930er-Jahren ging das Anwesen in die Verantwortung des Office of Public Works über und 1985 kaufte die Grafschaftsverwaltung Dublin (später Grafschaftsverwaltung Fingal) die Burg in der Absicht, sie zu restaurieren.

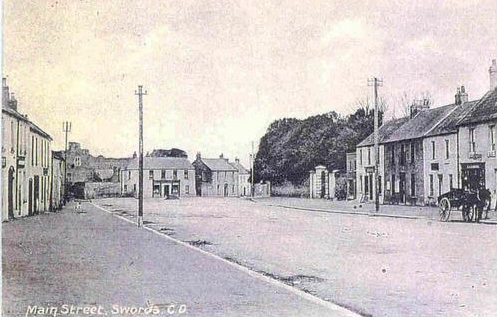
Swords 1940 mit der Burg oben an der Hauptstraße

Die Parkverwaltung von Fingal County führte eine Reihe von Studien durch, z. B. eine Erhaltungsstudie für das gesamte Gelände, und 1985 einigte man sich auf einen Plan für eine langfristige Restaurierung der Burg. 1996 begannen die Arbeiten am Constable's Tower und wurden 1998 abgeschlossen. Die übrigen Restaurierungsarbeiten stehen noch aus; wenn sie abgeschlossen sind, soll Swords Castle eine Touristenattraktion werden. Im Frühjahr 2010 dienten die schon fertig renovierten Teilen der Burg als Kulisse für die Fernsehserie Die Tudors.

## Besichtigung
Swords Castle und sein Hof sind nach Anmeldung Dienstag-Sonntag zugänglich – Tel.Nr. 00353 – (0)1 – 8905600.

## Quellen

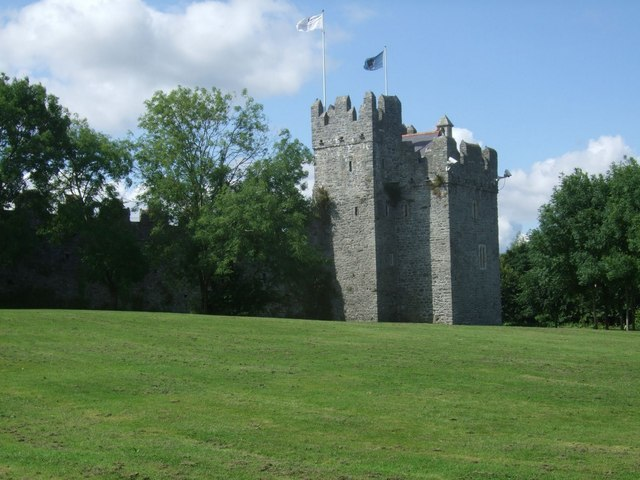
Burg von Swords Town Parks aus